# Цися (гора)
Цися́  (кит. трад. 棲霞, упр. 栖霞, пиньинь Qīxiá) — гора, находящаяся в районе Цися городского округа Нанкин китайской провинции Цзянсу.

## Общие сведения
Цися состоит из нескольких возвышенностей. Наиболее высокая из них — Саньмао, высотой в 286 м. Кроме неё, здесь находятся Драконова гора и Тигровая гора. Покрытые лесами горы с их гротами очень живописны и привлекают многочисленных туристов как из Китая, так и из-за рубежа.
Цися была обжита ещё в раннем Средневековье. Ещё во времена Южных династий (420—586 гг.) здесь находилась хижина отшельников. И в наши дни гора Цися является священным местом для китайских буддистов. Здесь расположен храм Цися и его ступа-шарира. Также на горе Цися функционирует одно из отделений китайской Академии буддизма (中国佛学院).

## Дополнения
- Цися Шан (Qixia Shan) (на английском яз.)
- Гора Цися (на английском яз.)
- Цися Шан на Foreignerch.com (на английском яз.)